# Escopetarra

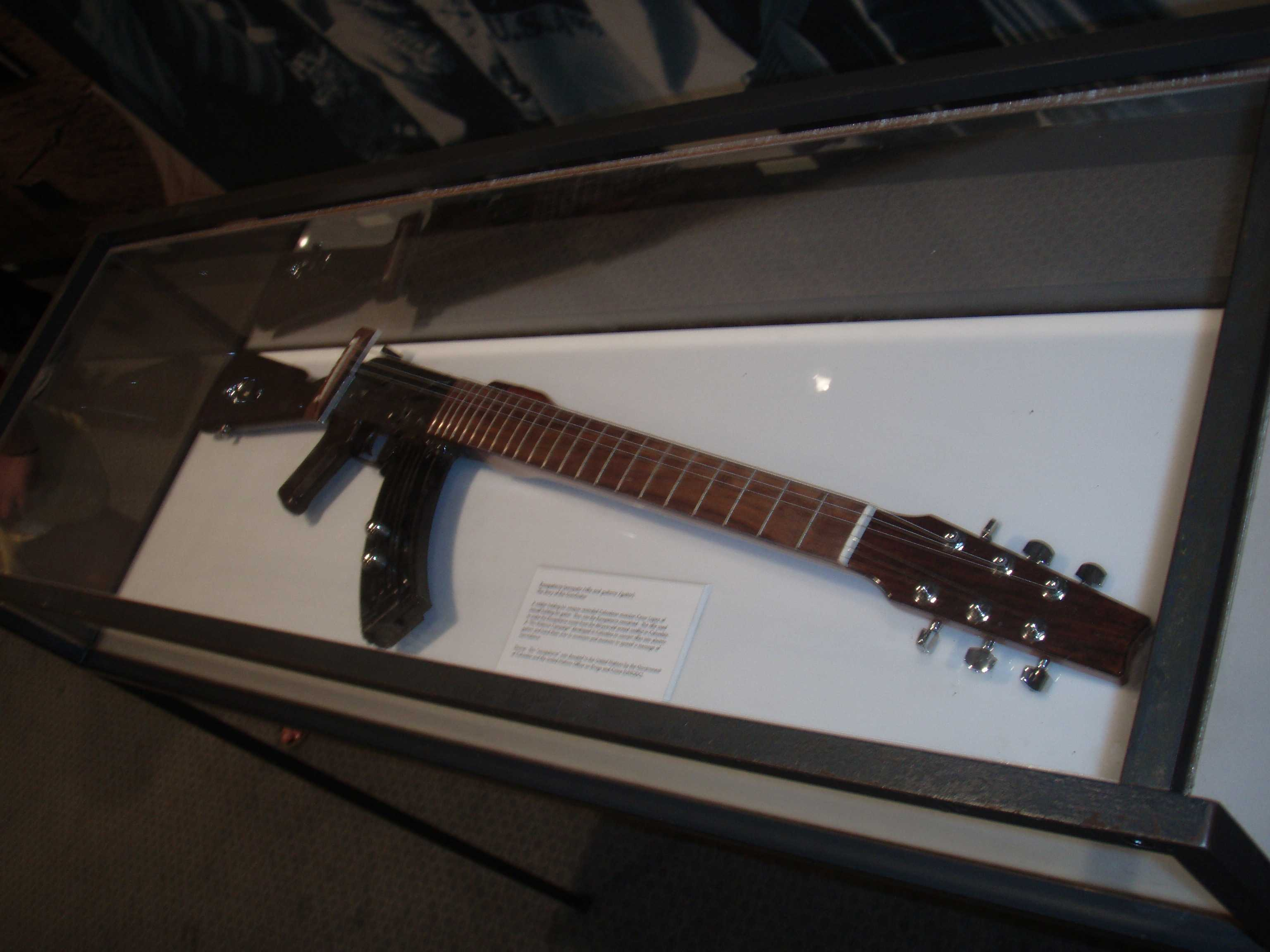
Escopetarra esposta alla Sede delle Nazioni Unite.

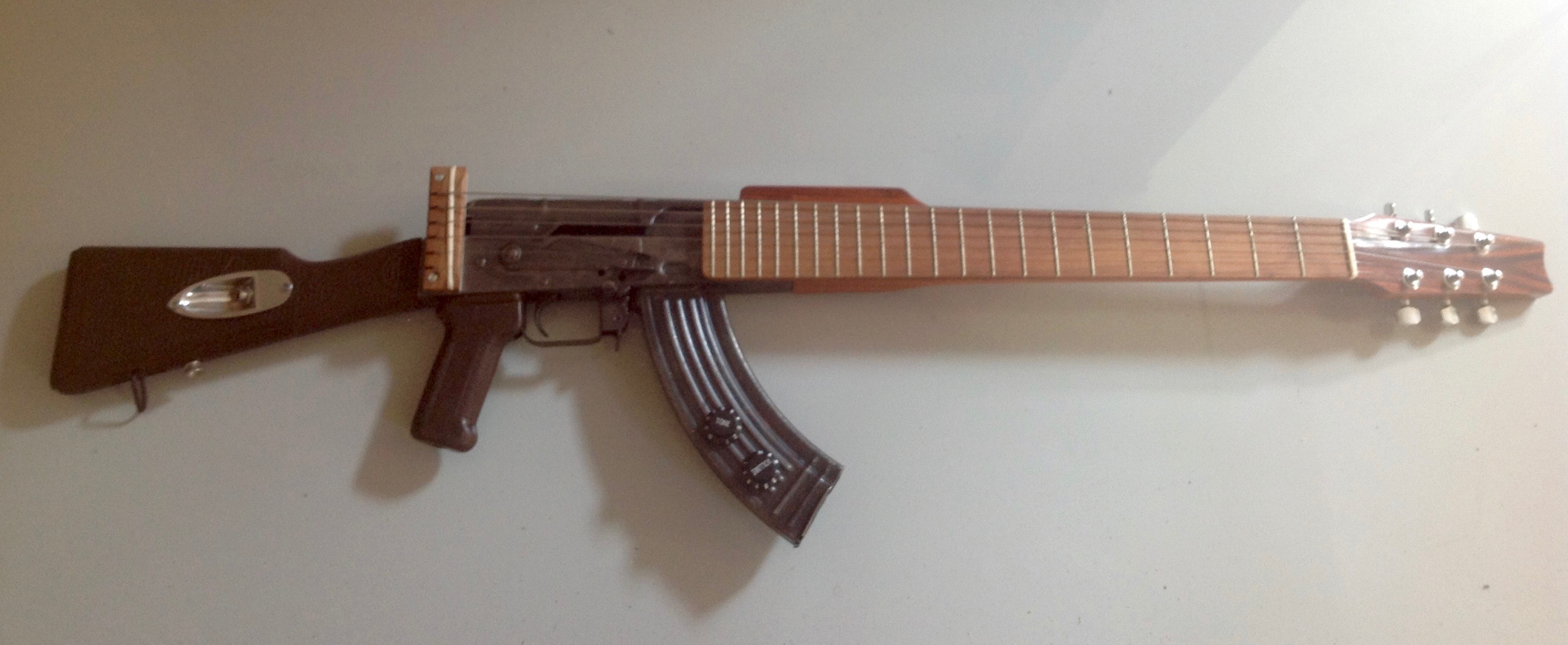
Un altro modello esposto al museo de Antioquia, Medellín, Colombia.

L'escopetarra è una chitarra fatta a partire da un fucile modificato, usata come simbolo di pace. Il nome deriva da una crasi delle parole spagnole escopeta ("fucile") e guitarra ("chitarra").

## Storia
Le escopetarras sono state inventate dal pacifista colombiano César López nel 2003, in una riunione dopo l'attentato terroristico al Club El Nogal a Bogotà, quando ha notato un soldato che impugnava il fucile come una chitarra. La prima escopetarra nel 2003 è stata costruita a partire da un fucile Winchester e da una chitarra elettrica Stratocaster.
López ha costruito, inizialmente, cinque escopetarras, quattro delle quali sono state donate al musicista colombiano Juanes, al musicista argentino Fito Páez, al Programma delle Nazioni Unite per lo Sviluppo, e al governo della città di Bogotà, mentre una l'ha tenuta per sé. Juanes ha venduto la sua escopetarra per 17 000 dollari USA ad una raccolta fondi per le vittime delle mine antiuomo tenutasi a Beverly Hills, mentre la escopetarra donata alle Nazioni Unite è stata esposta nel giugno 2006 alla conferenza sul disarmo indetta dalle Nazioni Unite.
Nel 2006, López ha acquistato 12 fucili AK-47 supplementari dall'ufficio del commissario per la pace della Colombia; quando saranno convertite in chitarre, pensa di donarle a musicisti di alto profilo come Shakira, Carlos Santana e Paul McCartney, o a importanti figure politiche, come ad esempio il Dalai Lama. Ad ogni modo, un membro dello staff del Dalai Lama ha rifiutato l'offerta di López, citando l'inadeguatezza di usare un'arma come dono; López ha detto che cercherà di spiegare più chiaramente il suo intento.